# 漢人陽子
漢人 陽子（かんど ようこ、1974年9月26日- ）は、静岡県浜名郡雄踏町（現浜松市中央区）出身の元競泳選手。

## 来歴
古橋廣之進と同じ静岡県浜名郡雄踏町（現浜松市中央区）出身である。
小学校1年の時に水泳を始めた。静岡県立浜松商業高等学校から早稲田大学へ進学した。
1991年のパンパシフィック水泳選手権、100mバタフライ、200mバタフライで銅メダルを獲得。翌1992年のバルセロナオリンピック代表に選ばれ、400mメドレーリレーでは肥川葉子・岩崎恭子・千葉すずと共に7位入賞を果たした。
1993年夏季ユニバーシアードの100mバタフライ、200mバタフライでは金メダルを獲得した。
日本選手権水泳競技大会でも1992年、1994年と100mバタフライで優勝している。また日本短水路選手権水泳競技大会の100mバタフライ、200mバタフライでも1992年、1994年と優勝している。